# Atelectasia
L'atelectasia di un organo è la sua mancata distensione.
L'atelettasia di uno o più lobi del polmone corrisponde all'assenza di aria negli alveoli interessati. Ciò comporta la diminuzione di volumi aerei contenuti in essi, quindi al compattamento del parenchima a causa della elasticità del tessuto, non più disteso.

## Eziologia
L'atelettasia polmonare è classificabile:
1. da ostruzione del bronco che ventila il lobo sottostante a causa di tumori ostruenti, corpi estranei, tappi di muco, tubercolosi, sindrome del lobo medio ed altre. Può inoltre essere associata a broncoaspirazione soprattutto nei pazienti in ventilazione artificiale a volume controllato;
2. da compressione, essa è dovuta a versamento pleurico o versamento di altra natura o a presenza di gas nello spazio pleurico. Se dovuto a gas, si parla di pneumotorace, le cui cause possono essere congenite, traumatiche, iatrogene. Qualora la pressione del gas possa solamente aumentare per l'assenza di fuoriuscita dello stesso dalla cavità toracica e avvenga un collasso polmonare e compressione dei grandi vasi, si parla di pneumotorace iperteso.
3. da contrazione, la causa è la inespandibilità del parenchima polmonare, tipicamente in seguito a fibrosi, processo patologico quasi sempre cronico, locale o generalizzato, ove l'eccessiva deposizione di fibre collagene ha reso il polmone rigido.